# Џипијада у Врању
Џипијада у Врању је туристичко-спортска манифестација која се одржава од 2010. године, у организацији Туристичке организације Града Врања. Циљ Џипијаде је повезивање и промоција туристичко-природних потенцијала града, Врања, Врањске Бање, планине Бесне Кобиле и језера Првонек.
Сваке године, у октобру, окупе се власници и љубитељи теренских возила и мотора у центру Врањске Бање. Након речи добродошлице и упознавања учесника са рутом, караван креће у обилазак и вожњу џиповима кроз пределе Бесне Кобиле. Путује се, путем којим не пролазе возила често, кроз пределе нетакнуте природе. Учесници каравана на свом путу обилазе споменике, напуштени рудник, цркве. Пролази се кроз много села напуштених кућа, поред многих извора пијаће воде, преко планинских потока.